# Presence (album Triology)
Presence – album polskiego zespołu jazzowego Triology, którego założycielem i opiekunemem był amerykański klarnecista Brad Terry, uczestniczący też w nagraniach.
Skład zespołu stanowiła trójka młodych muzyków, z którymi Brad Terry zetknął się w Polsce i z którymi wyjechał do Stanów Zjednoczonych, odbywając wiele koncertów i współuczestnicząc w nagraniu albumu. W czasie rejestrowania nagrań pianista Mateusz Kołakowski i perkusista Tomasz Torres mieli po 16 lat, grający na kontrabasie Michał Barański miał lat 14. Nagrania zarejestrowano 5 września 2000 w studiu Invisible Music, niewielkiej niezależnej wytwórni, mającej wówczas swą siedzibę w Topsham, w stanie Maine. Właścicielami i personelem firmy byli inżynier dźwięku Erika Aberg i gitarzysta Mark Kleinhaut. Album ukazał się 15 grudnia 2000 (Invisible 2022).

## Muzycy
- Brad Terry – klarnet, gwizd
- Mateusz Kołakowski – fortepian
- Michał Barański – kontrabas
- Tomasz Torres – perkusja

## Lista utworów
| 1. | "Solar" (Miles Davis)                                        | 8:14    |
|    |                                                              |         |
| 2. | "Afro Blue" (Mongo Santamaria)                               | 7:08    |
|    |                                                              |         |
| 3. | "Away From Home" (Michal Baranski)                           | 5:01    |
|    |                                                              |         |
| 4. | "14th Spring (Mateusz Kolakowski)                            | 6:59    |
|    |                                                              |         |
| 5. | "Blues on the Bridge" (Steve Grover)                         | 8:21    |
|    |                                                              |         |
| 6. | "Caravan" (Juan Tizol, Duke Ellington, Irving Mills)         | 7:28    |
|    |                                                              |         |
| 7. | "All the Things You Are" (Jerome Kern, Oscar Hammerstein II) | 6:33    |
|    |                                                              |         |
| 8. | "Sooky Sooky Now" (Ben Waltzer)                              | 5:12    |
|    |                                                              |         |
| 9. | "Peace" (Horace Silver)                                      | 6:31    |
|    |                                                              |         |
|    |                                                              | 1:01:27 |
|    |                                                              |         |